# Liste der Kulturdenkmale in der Dresdner Heide
Die Liste der Kulturdenkmale in der Dresdner Heide umfasst sämtliche Kulturdenkmale der Dresdner Gemarkung Dresdner Heide. Die Straßen und Plätze in der Gemarkung sind in der Liste der Straßen und Plätze in der Dresdner Heide aufgeführt.

## Legende
- Bild: Bild des Kulturdenkmals, ggf. zusätzlich mit einem Link zu weiteren Fotos des Kulturdenkmals im Medienarchiv Wikimedia Commons. Wenn man auf das Kamerasymbol klickt, können Fotos zu Kulturdenkmalen aus dieser Liste hochgeladen werden:
- Bezeichnung: Denkmalgeschützte Objekte und ggf. Bauwerksname des Kulturdenkmals
- Lage: Straßenname und Hausnummer oder Flurstücknummer des Kulturdenkmals. Die Grundsortierung der Liste erfolgt nach dieser Adresse. Der Link (Karte) führt zu verschiedenen Kartendiensten mit der Position des Kulturdenkmals. Fehlt dieser Link, wurden die Koordinaten noch nicht eingetragen. Sind diese bekannt, können sie über ein Tool mit einer Kartenansicht einfach nachgetragen werden. In dieser Kartenansicht sind Kulturdenkmale ohne Koordinaten mit einem roten bzw. orangen Marker dargestellt und können durch Verschieben auf die richtige Position in der Karte mit Koordinaten versehen werden. Kulturdenkmale ohne Bild sind an einem blauen bzw. roten Marker erkennbar.
- Datierung: Baubeginn, Fertigstellung, Datum der Erstnennung oder grobe zeitliche Einordnung entsprechend des Eintrags in der sächsischen Denkmaldatenbank
- Beschreibung: Kurzcharakteristik des Kulturdenkmals entsprechend des Eintrags in der sächsischen Denkmaldatenbank, ggf. ergänzt durch die dort nur selten veröffentlichten Erfassungstexte oder zusätzliche Informationen
- ID: Vom Landesamt für Denkmalpflege Sachsen vergebene, das Kulturdenkmal eindeutig identifizierende Objekt-Nummer. Der Link führt zum PDF-Denkmaldokument des Landesamtes für Denkmalpflege Sachsen. Bei ehemaligen Kulturdenkmalen können die Objektnummern unbekannt sein und deshalb fehlen bzw. die Links von aus der Datenbank entfernten Objektnummern ins Leere führen. Ein ggf. vorhandenes Icon  führt zu den Angaben des Kulturdenkmals bei Wikidata.

## Liste der Kulturdenkmale in der Dresdner Heide
| Bild                                    | Bezeichnung | Lage                                                     | Datierung                                        | Beschreibung | ID       |
| --------------------------------------- | --- | -------------------------------------------------------- | ------------------------------------------------ | --- | -------- |
| Weitere Bilder                          | Waldbad Germania; Waldbad Langebrück: Freibad mit zwei Becken, Kassenhäuschen, Brücke, Pavillon, Kiosk, Erfrischungshalle, drei langgestreckten Kabinentrakten und zwei Häusern einschließlich komfortabler Umkleidekabinen | (Karte)                                                  | 1912 (Freibad)                                   | weitgehend ursprünglich erhaltenes Beispiel der Badarchitektur des frühen 20. Jahrhunderts, baugeschichtlich und sozialgeschichtlich bedeutend | 09284675 |
| Weitere Bilder                          | Denkstein Dresdner Saugarten; Alte Säule: Stein | (Karte)                                                  | 1708 (Denkmal)                                   | kegelförmig, mit abgerundetem Abschluss und Inschrift, ortsgeschichtlich bedeutend | 09217047 |
|                                         | Napoleonstein | (Karte)                                                  | 19. oder 1. Viertel 20. Jh. (Gedenkstein)        | Kleiner, annähernd rechteckiger Stein | 09217018 |
| Weitere Bilder                          | Wettin-Obelisk: Denkmal | Kannenhenkel (Karte)                                     | 1889 (Denkmal)                                   | Wettinsäule: zur Erinnerung an die 800jährige Jubelfeier des Hauses Wettin errichtet, Steinpfeiler aus quadratischem Sockel, abgestuftem, nach oben leicht verjüngtem Aufbau und kleiner Pyramide, geschichtlich bedeutend und landschaftsgestalterisch wertvoll | 09217042 |
| Direkt Bild zu diesem Denkmal hochladen | Alte Drei: Brücke | (Karte)                                                  | 1822 (Brücke)                                    | kleine Bogenbrücke aus Sandsteinquadern mit hoher Brüstung, baugeschichtlich und landschaftsgestalterisch bedeutend | 09217049 |
|                                         | Ehrenhain der Förster; Försterhain: Anlage aus mehreren Grabmälern | (Karte)                                                  | 19. Jahrhundert (Grablege), nach 1900 (Grablege) | Ehrenhain der Förster: ortsgeschichtlich und personengeschichtlich bedeutend | 09217011 |
|                                         | Brücke | (Karte)                                                  | um 1840 (Brücke)                                 | Bogenbrücke aus Sandsteinquadern über die Prießnitz, führt den Weißiger Weg, baugeschichtlich und landschaftsgestalterisch bedeutend | 09217739 |
| Weitere Bilder                          | Luthereiche (Gartendenkmal) mit Gedenkstein | (Karte)                                                  | 1917 (Gehölz), 1917 (Gedenkstein)                | personengeschichtlich, kulturgeschichtlich und ortsgeschichtlich bedeutend, im Prinzeß-Margarethen-Park | 09217019 |
| Weitere Bilder                          | Hohe Brücke | Nachtflügel (Karte)                                      | 17./18. Jh. (Brücke)                             | Bogenbrücke aus Bruchsteinmauerwerk über das Dorfwasser im FND Ullersdorfer Dorfwasser, baugeschichtlich und landschaftsgestalterisch bedeutend | 09217737 |
| Weitere Bilder                          | Kuhschwanzbrücke: Brücke über die Prießnitz | (Karte)                                                  | 1840 (Straßenbrücke)                             | Bogenbrücke aus Granitbruchstein mit aufgemauerter Brüstung, baugeschichtlich und landschaftsgestalterisch bedeutend Brücke des Kuhschwanzes über die Prießnitz | 09217046 |
| Direkt Bild zu diesem Denkmal hochladen | Vermessungsstein | (Karte)                                                  |                                                  | am Alten Kannenhenkel | 09217054 |
| Weitere Bilder                          | Bergwerksbrücke: Brücke über die Prießnitz | (Karte)                                                  | 17./18. Jh. (Brücke)                             | Bogenbrücke aus Bruchsteinmauerwerk, baugeschichtlich und landschaftsgestalterisch bedeutend | 09217742 |
| Weitere Bilder                          | Todbrücke: Brücke über die Prießnitz | (Karte)                                                  | 1842 (Brücke)                                    | Bogenbrücke des Todwegs über die Prießnitz aus Sandsteinquadern, Aufbau neu, landschaftsgestalterisch bedeutend | 09217059 |
|                                         | Schwedenbrücke: Brücke über die Prießnitz | (Karte)                                                  | 1841 (Brücke)                                    | Bogenbrücke aus Sandsteinquadermauerwerk, bemerkenswert die zinnenartig gestaltete Brüstung, ortsgeschichtlich und landschaftsgestalterisch bedeutend | 09217035 |
|                                         | Alfred-Voogt-Denkmal: Denkmal | Gänsefuß (Karte)                                         | 1898 (Denkmal)                                   | zur Erinnerung an Forstmeister Alfred Voogt 1835–1896 errichtet, ortsgeschichtlich und personengeschichtlich bedeutend | 09217038 |
| Direkt Bild zu diesem Denkmal hochladen | Denkstein Liegauer Saugarten: Stein | (Karte)                                                  | um 1926 (Denkmal)                                | hochrechteckig, mit abgerundetem Abschluss und Inschrift, ortsgeschichtlich bedeutend | 09217048 |
| Weitere Bilder                          | Dielensteine des ehemaligen Herrenhauses und Gedenkstein | (Karte)                                                  | 1708 (Dielensteine); 1926 (Gedenkstein)          | Gedenkstein errichtet in Erinnerung an die »Hohe Jagd« in der Dresdner Heide, ortsgeschichtlich bedeutend | 09217052 |
| Direkt Bild zu diesem Denkmal hochladen | Zwei Reitersteine |                                                          |                                                  | Zeugnisse der Jagdkultur in der Dresdner Heide, Aufstiegshilfen für Reiter, geschichtlich bedeutend | 09217062 |
| Direkt Bild zu diesem Denkmal hochladen | Brücke | Flügel A (Karte)                                         | 17./18. Jh. (Brücke)                             | Bogenbrücke aus Bruchsteinmauerwerk über die Prießnitz, baugeschichtlich und landschaftsgestalterisch bedeutend | 09217738 |
| Weitere Bilder                          | Forstdenkmal 1914-1918: Denkmal | (Karte)                                                  | 1921 (Denkmal)                                   | wuchtiger, abgerundeter Stein mit Bossierungen, Medaillon und Inschriften, ortsgeschichtlich bedeutend; 2012 ergänzt um 3 Säulen 1942–1945 | 09217053 |
| Weitere Bilder                          | Stausee Haarweidenbach: Stausee mit Damm und Überlauf | (Karte)                                                  | 1920 (See)                                       | Überlauf aus Bruchsteinen, landschaftsgestalterisch und technikgeschichtlich bedeutend | 09217740 |
| Direkt Bild zu diesem Denkmal hochladen | Alte Vier: Brücke | (Karte)                                                  | 1822 (Brücke)                                    | kleine Bogenbrücke aus Sandsteinquadern mit hoher Brüstung, baugeschichtlich und landschaftsgestalterisch bedeutend | 09217050 |
|                                         | Ludensquelleinfassung; Melzerquelleinfassung: Quelleinfassung | (Karte)                                                  | 1932 (Quelleneinfassung)                         | Anlage aus Bruchsteinmaueraufschichtung und Öffnung, ortsgeschichtlich und landschaftsgestalterisch bedeutend | 09217043 |
| Direkt Bild zu diesem Denkmal hochladen | Heinrich-Richter-Denkmal: Denkmal |                                                          | 1923 (Denkmal)                                   | | 09217056 |
| Weitere Bilder                          | Degelequellfassung: Einfassung | (Karte)                                                  | 1884 (Quelleneinfassung)                         | Anlage aus Bruchsteinaufschichtung mit Inschrifttafel und halbrunder, ausgemauerter Öffnung, landschaftsgestalterisch und ortsgeschichtlich bedeutend | 09217013 |
| Weitere Bilder                          | Schwesternquellfassung: Einfassung | (Karte)                                                  | 1884 (Quelleneinfassung)                         | Anlage aus Bruchsteinaufschichtung und halbrunder, ausgemauerter Öffnung, landschaftsgestalterisch und ortsgeschichtlich bedeutend | 09217012 |
| Weitere Bilder                          | Kannenhenkelbrücke | (Karte)                                                  | 1840 (Brücke)                                    | Bogenbrücke aus Granitbruchstein mit aufgemauerter Brüstung, ortsgeschichtlich und landschaftsgestalterisch bedeutend; Brücke des Kannenhenkels über die Prießnitz | 09217041 |
| Weitere Bilder                          | Untere Wettinbrücke | (Karte)                                                  | 1840 (Brücke)                                    | Brücke über die Prießnitz; Bogenbrücke aus Sandsteinquadern mit aufgemauerter Brüstung, baugeschichtlich und landschaftsgestalterisch bedeutend | 09217057 |
| Weitere Bilder                          | Albert-Richter-Denkmal | (Karte)                                                  | 1898 (Denkmal)                                   | Denkmal; Gedenkstein mit Relief und Inschrift, in Erinnerung an den Langebrücker Maler Albert Richter (1845–1898) errichtet, personengeschichtlich bedeutend | 09217044 |
| Weitere Bilder                          | Der Pilz: Jagddenkmal | (Karte)                                                  | 1824 (Denkmal)                                   | Jagddenkmal | 09217045 |
| Weitere Bilder                          | Puschquelle; Puschquellfassung: Einfassung | (Karte)                                                  | 2. Hälfte 19. Jh. (Quelleneinfassung)            | Anlage aus Bruchsteinaufschichtung, Wassertrog und Öffnung, landschaftsgestalterisch und ortsgeschichtlich bedeutend | 09217741 |
| Weitere Bilder                          | Steinerner Tisch; Meschwitz Ruh; Karls Ruhe | (Karte)                                                  | 1878 (Denkmal)                                   | Ruheplatz aus einem Tisch, drei Bänken und Erinnerungsstele; Material Sandstein, orts- und personengeschichtlich bedeutend, mit Erinnerungswert | 09217058 |
|                                         | Forsthaus: Holzhaus | Am Forsthaus 1 (Karte)                                   | 1936 (Forsthaus)                                 | markanter Bau mit ausgebautem Steildach und Balkonen, belebt durch Klappläden, charakteristisches Holzhaus um 1930, bauliches Zeugnis der Architekturbewegung jener Zeit, preiswert und solide gestaltete Wohnhäuser auch in Fertigteilbauweise anzubieten, baugeschichtlich von Bedeutung und mit Seltenheitswert Bei dem 1936 von Erich Loebell errichteten Forsthaus Am Forsthaus 1 in Dresden, OT Dresdner Heide handelt es sich um ein weitestgehend original erhaltenes Beispiel eines Holzhauses der Deutschen Werkstätten Hellerau für geschäftliche und öffentliche Zwecke. Die Hellerauer Werkstätten hatten sich seit den 1920er-Jahren neben den Firmen Christoph & Unmack aus Niesky und der Allgemeinen Häuserbau AG aus Berlin zu den führenden deutschen Unternehmen im Holzhausbau (leichte Vorfertigung von Wohnhäusern) entwickelt. Dieses gelang durch die Einführung verschiedener technischer Neuerungen und wirtschaftlicher Herstellungsverfahren. Bedeutende Architekten wie Richard Riemerschmid, Hans Poelzig, Heinrich Tessenow und später auch Bruno Paul lieferten zahlreiche Entwürfe für die unkompliziert zu errichtenden Holzhäuser. Dabei konnten sie auf langjährige Erfahrungen im typisierten Kleinhausbau in der Gartenstadt Hellerau zurückgreifen. Die Denkmaleigenschaft des Forsthauses Am Forsthaus 1 ergibt sich somit aus dessen anschaulichem Zeugniswert für die Entwicklung der Vorfertigung von Wohnhäusern, die für das Bauwesen der zwanziger bzw. dreißiger Jahre von großer Bedeutung war. Neben der allgemeinen baugeschichtlichen Bedeutung spielt auch noch sein Seltenheitswert als eines der wenigen Holzhäuser in Dresden für öffentliche und geschäftliche Zwecke eine Rolle. | 09217010 |
| Weitere Bilder                          | Guido-Hammer-Denkmal: Denkmal | Gänsefuß (Karte)                                         | 1901 (Denkmal)                                   | Gedenkstein aus großem unbearbeitetem Block und reliefiertem Bildnismedaillon, errichtet in Erinnerung an den Maler und Illustrator Guido Hammer, personengeschichtlich und landschaftsgestalterisch bedeutend | 09217034 |
|                                         | Gänsefußbrücke: Brücke über die Prießnitz | Gänsefuß (Karte)                                         | 1840 (Straßenbrücke)                             | Bogenbrücke, vollständig aus Sandstein, ortsgeschichtlich und landschaftsgestalterisch bedeutend | 09217033 |
|                                         | Gasthof Hofewiese: Gasthaus mit Stall- und Wirtschaftsgebäude sowie Scheune, dazu Einfriedungssäulen und Grenzsteine von Marcolini auf Gelände der Hofewiese                                                                | Gänsefuß 51; 53; 55 (Karte)                              | um 1800 (Gasthof), bezeichnet 1804 (Grenzstein)  | Gasthaus Hofewiese mit bemerkenswertem Interieur, Anlage baugeschichtlich und ortsgeschichtlich bedeutend | 09217039 |
|                                         | Forsthaus Klotzsche: Forsthaus mit Nebengebäude | Nesselgrundweg 4 (Karte)                                 | 1902-1903 (Forsthaus)                            | erbaut als Königliches Forstamt, markanter Bau mit Zierfachwerk, bau- und ortsgeschichtlich bedeutend; Sitz des Sächsischen Forstamts Dresden | 09217061 |
| Weitere Bilder                          | Heidemühle: Wohnhaus und Nebengebäude mit turmartigem Eckerker | Radeberger Landstraße 100 (Karte)                        | 1906 (Müllerwohnhaus), 1906 (Nebengebäude)       | ersteres wohl das Müllerwohnhaus, malerisch wirkende und gestalterisch markante Gebäudegruppe mit Zierfachwerk, bau- und ortsgeschichtlich bedeutend | 09217015 |
| Weitere Bilder                          | Heidemühle; Gasthaus zur Haidemühle: Gaststätte mit seitlicher Veranda | Radeberger Landstraße 100 (Karte)                        | 1881 (Gasthaus)                                  | traditionelle Ausflugsgaststätte der Dresdner mit Anklängen an den durch markante Giebel und weite Dachüberstände gekennzeichneten Schweizerhausstil, bau- und ortsgeschichtlich bedeutend | 09217016 |
| Weitere Bilder                          | Große Hengstbrücke: Brücke über die Prießnitz | Radeberger Landstraße 100 (bei) (Karte)                  | 1833/1841 (Straßenbrücke)                        | Bogenbrücke aus Sandsteinquadern, der Aufbau erneuert | 09217017 |
| Weitere Bilder                          | Wirtschaftsgebäude | Radeberger Landstraße 101 (Karte)                        | bezeichnet 1892 (Mühlenanlagenteil)              | freistehender Klinker-Fachwerk-Bau mit turmartigem Aufbau, gehörte früher wohl zur gegenüber liegenden Heidemühle, zwischenzeitlich Forstgebäude, heute Ausflugsgaststätte, baugeschichtlich und ortsgeschichtlich bedeutend | 09210047 |
|                                         | Langebrücker Saugarten: Geräte- bzw. Wärterhaus und Einfriedungsmauer | Ullersdorf-Langebrücker Straße (Karte)                   | 1781/1782 oder 1787/1788 (Jagdgarten/Jagdpark)   | charakteristische Anlage, wohl einer der wenigen noch in großen Teilen erhaltenen sächsischen Jagdgärten, geschichtlich bedeutend | 09217037 |
| Weitere Bilder                          | Kriegerdenkmal für die Gefallenen des 1. Weltkrieges | Ullersdorf-Langebrücker Straße (Karte)                   | 1918 (Kriegerdenkmal)                            | Kriegerdenkmal von Langebrück, für seine im Weltkrieg gefallenen Soldaten errichtet, Anlage aus wuchtigem Unterbau mit Inschrifttafel und Löwenfigur, ortsgeschichtlich bedeutend | 09217036 |
|                                         | Wohnhaus mit Nebengebäude | Ullersdorfer Hauptstraße 1 (ehem. Hauptstraße 1) (Karte) | Mitte 19. Jahrhundert (Wohnhaus)                 | Wohnhaus mit Nebengebäude; späthistoristischer Putzbau mit verbrettertem Giebel, baugeschichtlich von Bedeutung. | 09283327 |

## Ehemalige Kulturdenkmale
| Bild           | Bezeichnung        | Lage    | Datierung | Beschreibung | ID                       |
| -------------- | ------------------ | ------- | --------- | --- | ------------------------ |
|                | Bogenbrücke        | (Karte) |           | Bogenbrücke aus Bruchsteinmauerwerk über die Prießnitz; auf dem Nachtflügelweg                                     |                          |
| Weitere Bilder | Nesselgrundviadukt | (Karte) | 1845      | Viadukt an der Bahnstrecke Görlitz–Dresden über den Nesselgrund, teils in der Gemarkung Klotzsche; abgerissen 2016 | Wikidata-Objekt anzeigen |
| Weitere Bilder | Kellersteigbrücke  | (Karte) | 1909      | Brücke des Kellersteigs über die Prießnitz                                                                         |                          |